# آویشن برگ‌گرد
آویشن برگ‌گرد (نام علمی: Thymus nummularius) نام یک گونه از سرده آویشن است.